# Kurt Borm
Kurt Borm, född 25 augusti 1909 i Berlin, död 2001 i Suderburg, var en tysk läkare och SS-Hauptsturmführer. Han deltog i Tredje rikets så kallade eutanasiprogram Aktion T4 och tillhörde ledningen vid eutanasianstalterna (NS-Tötungsanstalt) Sonnenstein och Bernburg.